# プロヒンゲン
プロヒンゲン (ドイツ語: Plochingen, [ˈplɔxɪŋən] ( 音声ファイル)) は、ドイツ連邦共和国バーデン＝ヴュルテンベルク州シュトゥットガルト行政管区のエスリンゲン郡に属す小都市である。この街はフィルス川がネッカー川に注ぐ合流点に面している。この町はシュトゥットガルト地方（1992年まではミッテレラー・ネッカー地方）およびシュトゥットガルト大都市圏に属す。

## 地理

### 位置
プロヒンゲンは郡庁所在地エスリンゲン・アム・ネッカーから東南東に約 9 km の距離にある。州都シュトゥットガルトからは同じ方角に約 19 km 離れている。この小都市はフィルス川の右岸に位置しており、ネッカー川の主要な4つの支流のうち最初の支流の河口に面している。ずっと北東に流れてきたネッカー川は、フィルス川が合流することで、短い区間で川筋を西北西向きに変える。この特徴的な地形は「プロヒンガー・ネッカーニー」と呼ばれる。
市域は3つの自然区域に分類される。南東部はシュヴェービシェ・アルプ中部前山地域、北東部はシュールヴァルトの低地地域およびヴェルツハイムの森地域、西部は2つの大きな川に沿ったニュルティンガー＝エスリンガー・ネッカータールに面した平地である。市域の最低地点は、西部のネッカー川が市域から去る地点で海抜 247 m、最高地点は北部シュールヴァルトの尾根のヴァイサーシュタインの海抜約 448 m である。市域の大部分を森が覆っている。

### 隣接する市町村
プロヒンゲンは、西はアルトバッハ、北西は郡庁所在地エスリンゲン・アム・ネッカー、北東はバルトマンスヴァイラー、東はライヒェンバッハ・アン・デア・フィルス、南東は短い区間ではあるがホーホドルフ、南はヴェルナウ (ネッカー)、南西はダイツィザウと境を接する。以上、いずれの市町村もエスリンゲン郡に属している。

### 市の構成
プロヒンゲンには、プロヒンゲン市区とその北東に位置するシュトゥンペンホーフ市区が属している。

### 土地利用
2020年現在の本市の用途別土地面積および占有率は以下の通りである。
| 用途         | 面積 (ha) | 占有率 (%) |
| ------------ | --------- | ---------- |
| 住宅用地     | 122       | 11.4       |
| 商工業用地   | 69        | 6.5        |
| レジャー用地 | 23        | 2.1        |
| 交通用地     | 141       | 13.3       |
| 農業用地     | 183       | 17.2       |
| 森林         | 462       | 43.5       |
| 水域         | 29        | 2.7        |
| その他       | 35        | 3.3        |
| 合計         | 1,064     | 100.0      |

## 歴史

### 古代
フィルス川がネッカー川に注ぐ交通の便が良い場所にあることから、この地域に古代から人が定住していたことを、石器時代の出土物が示している。青銅器時代の武器の出土品や副葬品は、この集落が骨壺墓地文化に属していたことを証明している。ハルシュタット文化に比定された墳墓もあり、ケルト人の定住がローマ時代まで継続的になされていた。古代ローマ時代にはローマ人が、中世初期にはアレマン人がこの集落に住んでいた。

### 中世から19世紀まで
中世盛期には、プロヒンゲンはシュヴァーベン公領であり、ネッカーガウの一部をなしていた。この村は1146年に初めて Blochingen として、ローマ王コンラート3世の文書に登場する。プロヒンゲンには2つの城砦があったが、長くは維持されなかった。12世紀から14世紀に貴族家の所領がプロヒンゲンにあったことが示されている。1331年に城主のヨハン・フォン・プロヒンゲンがプロヒンゲンの所領をエスリンゲンのシュピタールに売却した。1447年以降はヴュルテンベルク家がプロヒンゲンの上級裁判権を有していた。これに対して下級裁判権は、帝国都市エスリンゲンとヴュルテンベルク公が19世紀初めの陪臣化まで分割所有していた。ヴュルテンベルクのプロヒンゲン部分は元々フォークタイ・ネリンゲン（ネリンゲン代官区）に属していたが、15世紀初めにはシュトゥットガルトのアムトに移行していた。プロヒンゲンでは12世紀から、建築資材、塩、ワインをはじめとする農産物、穀物、魚、家畜の市場が開かれていた。

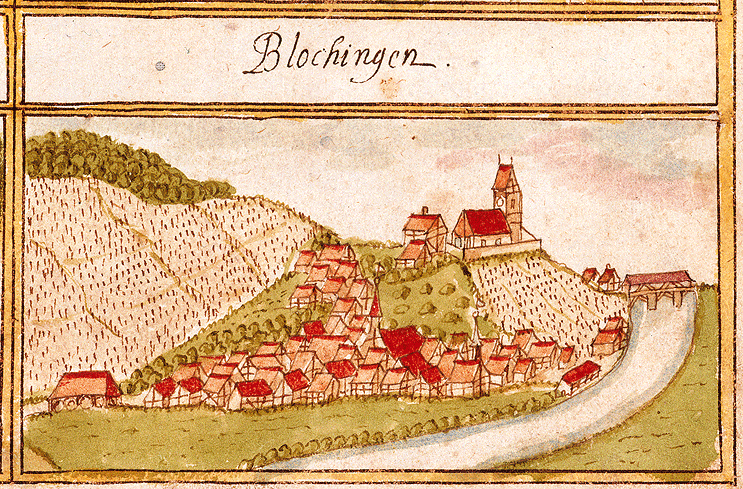
プロヒンゲン（1685年）

ヴュルテンベルク公ウルリヒが1536年に宗教改革を行った。1545年に、ネッカー川に最初の橋が、中世の徒歩橋に替えて建設された。これに加えてフィルス川にも橋が架けられ、橋の通行税が徴収できた。ネルトリンゲンの戦いでヴュルテンベルクが敗れて以後、三十年戦争ではプロヒンゲンの交通の便が良い立地が裏目となり、1634年に皇帝軍がこの村を略奪し、多くの家屋が焼き払われた。人口は戦前の約1300人から、戦後には約500人にまで減少した。プロヒンゲンは1698年にトゥルン＝タクシス家が運営するアントワープ - ベネツィア間の帝立郵便路線の宿駅となった。1778年に宮廷技術マイスターのヨハン・クリスティアン・アダム・エッツェル（1743年 - 1801年）が造ったネッカー川に架かる中間に橋脚のない橋脚間 70 m の屋根付き木造橋は当時ヨーロッパで評判になった。この橋は1905年の駅施設拡張時にも完全に無傷で遺された。1808年にヴュルテンベルク王国の新しい行政組織への移行に伴い、この街はアムツオーバーアムト・シュトゥットガルトから新設されたアムト・エスリンゲンに移管された。ヴュルツベルクで最初の列車がカンシュタット - ウンターテュルクハイム間を運行してわずか1年後の1846年にフィルスタール鉄道がプロヒンゲンまで建設され、王立ヴュルテンベルク邦有鉄道の路線網に接続した。1850年にシュトゥットガルトからウルムまで全長 93 km のフィルス鉄道が完成し、ウルム - フリードリヒスハーフェン間が開業した。これにより、プロヒンゲンやそれまで人里離れていた多くの集落が、重要な鉄道路線沿線に位置することとなった。1888年にシュヴェービシェ・アルプ協会の旅館ヴァルトホルンが設立された。

### 20世紀
1778年に建造された木造橋は、1905年にネッカー川に架かる鉄橋に架け替えられた。1913年6月1日に竜巻がプロヒンゲンの多くの建物を破壊した。ナチ時代のヴュルテンベルクの郡再編により、1938年にプロヒンゲンはエスリンゲンに移管された。第二次世界大戦後この町はアメリカ管理地区となり、1945年から1952年までヴュルテンベルク＝バーデン州に属した。プロヒンゲンは1948年に市に昇格し、1952年からバーデン＝ヴュルテンベルク州に属した。1968年7月12日にネッカー港プロヒンゲンが完成した。1978年10月1日のシュトゥットガルト広域圏でSバーンが運行開始されて以来、列車はプロヒンゲン車両整備工場で技術的な整備と清掃が行われている。
プロヒンゲンは、1998年にバーデン＝ヴュルテンベルク州庭園博のホストを務めた。

## 住民

### 宗教
宗教改革以降、プロヒンゲンでは福音主義が主流である。福音主義プロヒンゲン教会組織の他に、ローマ＝カトリックの教会組織もある。福音主義メソジスト教会や新使徒教会もできた。

### 人口推移
人口調査結果 (*) および州統計局による公式研究結果に基づく人口推移を以下に示す（この町を主たる住所地とする人口のみ）
| 日付           | 人口（人） |
| -------------- | ---------- |
| 1618年         | 1.320      |
| 1635年         | 250        |
| 1871年12月1日* | 1.881      |
| 1900年12月1日* | 2.413      |
| 1939年5月17日* | 5.446      |
| 1950年9月13日* | 8.148      |
| 1961年6月6日*  | 11.358     |
| 1970年5月27日* | 12.953     |
| 1987年5月25日* | 12.140     |
| 1995年12月31日 | 13.085     |
| 2000年12月31日 | 14.191     |
| 2005年12月31日 | 14.319     |
| 2010年12月31日 | 14.209     |
| 2015年12月31日 | 13.997     |
| 2020年12月31日 | 14.490     |

## 行政

### 行政連合
プロヒンゲンは、アルトバッハ、ダイツィザウとともにプロヒンゲン自治体行政連合を結成している。プロヒンゲンの市長フランク・ブースが行政連合の代表を務めている。
プロヒンゲンは公益法人を運営している。施設管理運営会社、下水処理会社、住宅運営会社である。

### 首長
- 1946年 - 1947年: ゲルハルト・キュールコプフ
- 1947年 - 1951年: アウグスト・シェック
- 1951年 - 1969年: エミール・ハルトゥング
- 1969年 - 2008年: オイゲン・ベック
- 2008年 - : フランク・ブース[11]

### 議会
プロヒンゲンの市議会は、選ばれた22人の名誉職の市議会議員と、投票権を有し議長を務める市長で構成されている。

### 紋章
市の紋章は、青と金色の交互に配置された6本の斜め帯。市の色は青 - 黄色である。

### 姉妹都市
プロヒンゲンの姉妹都市は以下の通りである。
- ランズクルーナ（スウェーデン、スコーネ県）1971年
- ランズクルーナ（オーストリア、ニーダーエスターライヒ州）1993年
- Oroszlány（ハンガリー、コマーロム・エステルゴム県）2010年

さらに文化交流を行っている友好都市もある。
- ルッカウ（ドイツ語版、英語版）（ドイツ、ブランデンブルク州）1990年
- チヴィダーレ・デル・フリウーリ（イタリア、フリウリ＝ヴェネツィア・ジュリア州）2003年
- スビタビ（チェコ語版、英語版）（チェコ、パルドゥビツェ州）1992年

## 経済と社会資本

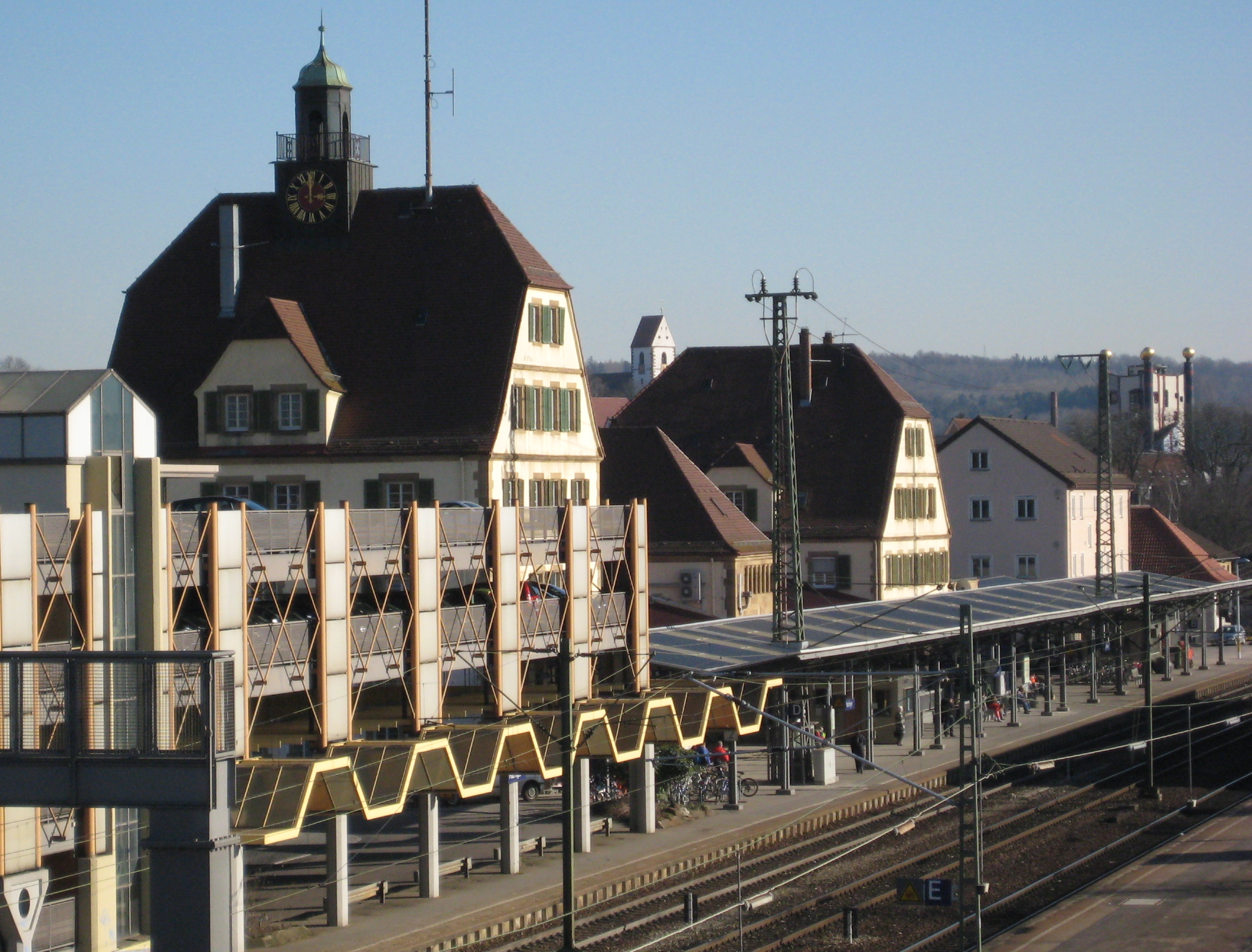
プロヒンゲン駅

### 交通
この街へは、連邦道10号線 (B10号線) を使ってシュトゥットガルトから約25分で到着する。テュービンゲンおよびシュトッカッハ方面へ向かう B313号線がプロヒンゲン・ジャンクションでB10号線から分岐する。この道路のアウトバーン風の橋の他に、プロヒンゲン付近でネッカー川を渡る2本の道路橋と1本の徒歩橋がある。
プロヒンゲン駅は、プロヒンゲン - インメンディンゲン線と、シュトゥットガルトからウルムへ行くフィルスタール鉄道が乗り入れるドイツ鉄道の乗換駅である。この駅には長距離列車、ローカル列車、およびシュトゥットガルトSバーンのS1号線の列車が発着する。シュトゥットガルトSバーンの動力車の整備はプロヒンゲン車両整備工場で行われている。
プロヒンゲンのネッカー港は、1968年7月12日からネッカー川水運の終点となっている。この港は、旅客船が利用しない、専ら純粋な貨物輸送のための産業用内陸港として立案された。港湾設備は2つの船泊に沿って広がっている。1954年から1992年まで港湾責任者のハインツ・クレープが構想、実現、発展を担っていた。1992年に実業家のエーバーハルト・ヴァイスがこれを引き継ぎ、2015年からゲルハルト・シュトラウプが港湾責任者としてその後継者となった。ネッカー港には約20社が約1億ユーロを投資している。主な取扱品は、鉄およびスチール製品、古鉄、古い木材、飼料、穀物、石油、木材などである。年間の取扱量は約140万トンである。

### 地元企業
- デカトロン S.A. のドイツ本部（スポーツ用品の小売りチェーン）
- セラムテック GmbH（技術用セラミック）
- ロベルト・ボッシュ GmbH（自動車検査、訓練）
- シュロット・ウント・メタルハンデル M. カーチュ GmbH（リサイクル）

プロヒンゲンではワイン製造も行われている。プロヒンゲン生産地は、レムスタール＝シュトゥットガルト地方のヴァインシュタイゲ広域地区に含まれる。

### 教育機関
プロヒンゲンは、ギムナジウム 1校（ギムナジウム・プロヒンゲン）、実科学校 1校、基礎課程・工場実科学校 1校、養護学校 1校、基礎課程学校 1校を有している。また、市内には幼稚園が9園と「森のようちえん」ある。さらにシュトゥットガルト商工会 e.V. のための GARP-教育センターがプロヒンゲンにある。
プロヒンゲンには、バーデン＝ヴュルテンベルク吹奏楽連盟の中央教育アカデミーがある。

## 文化と見所
プロヒンゲンはヴュルテンベルク・ワイン街道沿いに位置している。これは多くの名所が点在するヴュルテンベルクのすべてのワイン生産地を通る観光街道である。

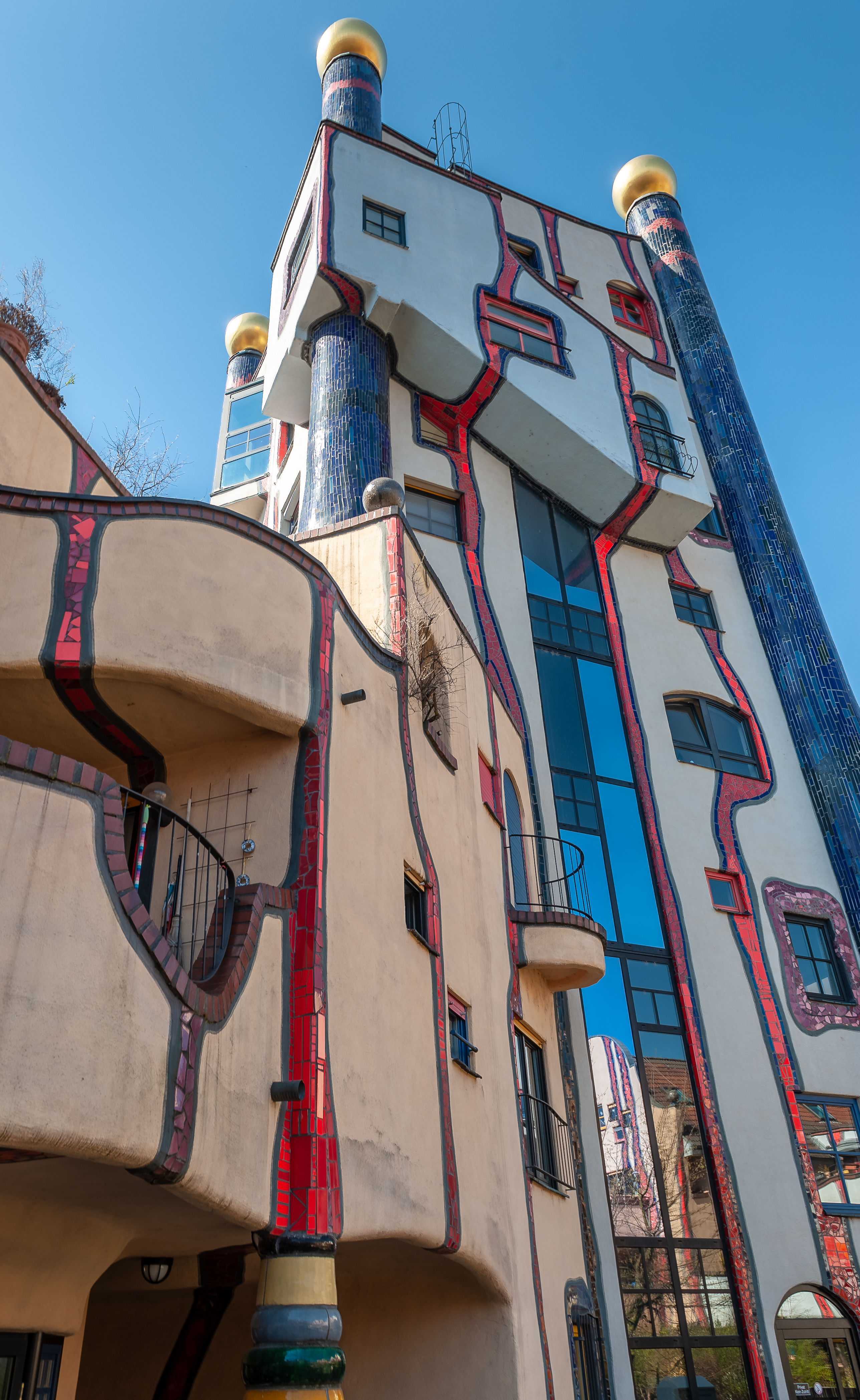
フンデルトヴァッサーハウス

### 建築
- 旧市庁舎（1530年）をはじめ多くの木組み建築が建つマルクト広場
- ゴシック様式の聖ブラジウス教会（1480年）
- オッティリエン礼拝堂（1328年）
- ガプレンベルク館（1799年）
- フンデルトヴァッサーハウス「ヴォーネン・ウンテルム・レーゲントゥルム」（直訳: 雨の塔の下の住まい、1991-1994年）
- 現在の市庁舎（1900年）
- カトリックの聖コンラート教会（1929年）
- ヴァインベルクテュルムレ（直訳: ワイン畑の小塔）
- シュトゥンペンホーフの展望塔
- トミー・ウンゲラーが設計した公衆トイレ「Les Toilettes」（2007年）。オッティリエン礼拝堂の近くにある。
- プロヒンゲン市のギャラリーがあるプロヒンゲンインフォ

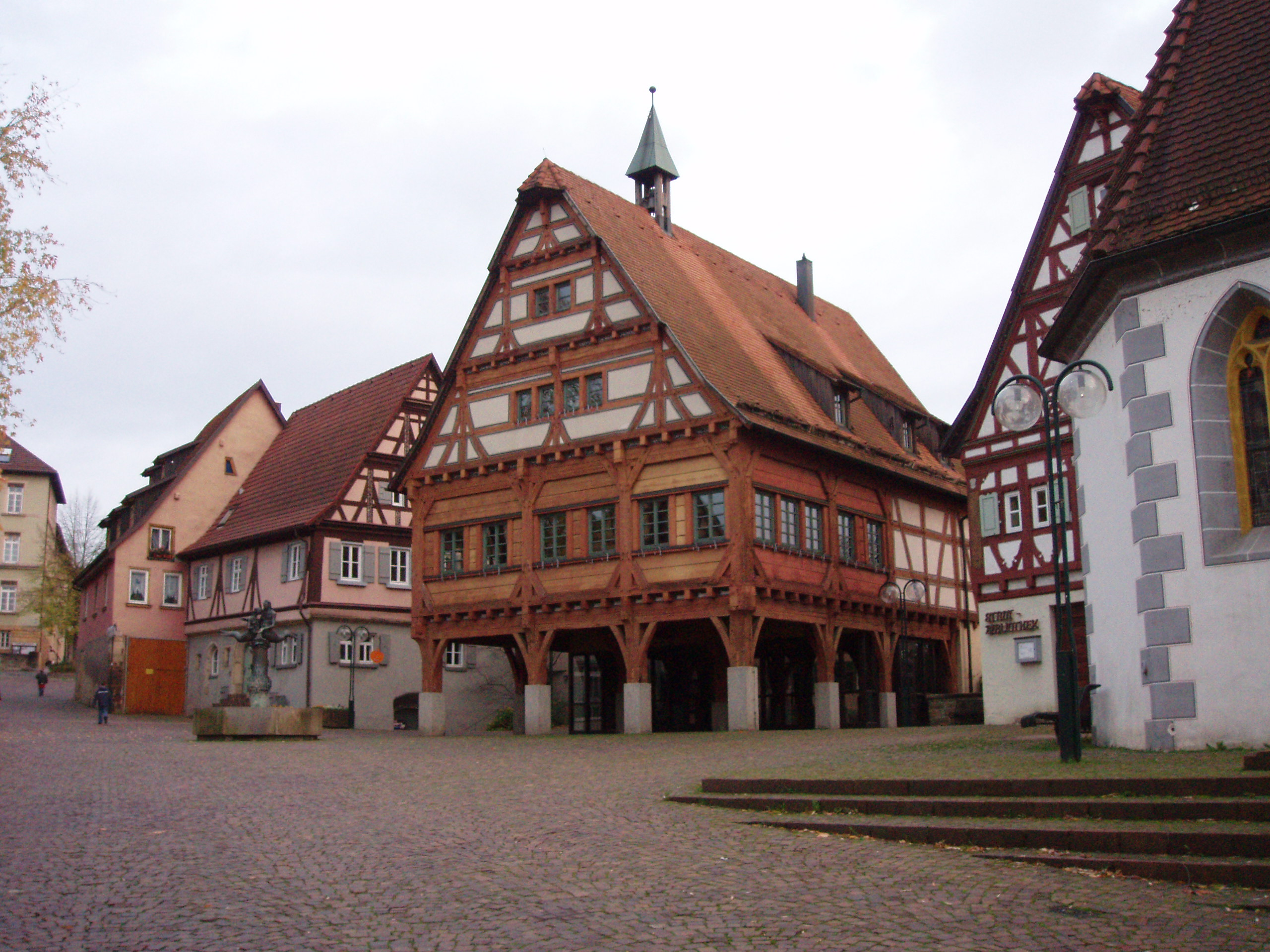
プロヒンゲンの旧市庁舎とマルクト広場
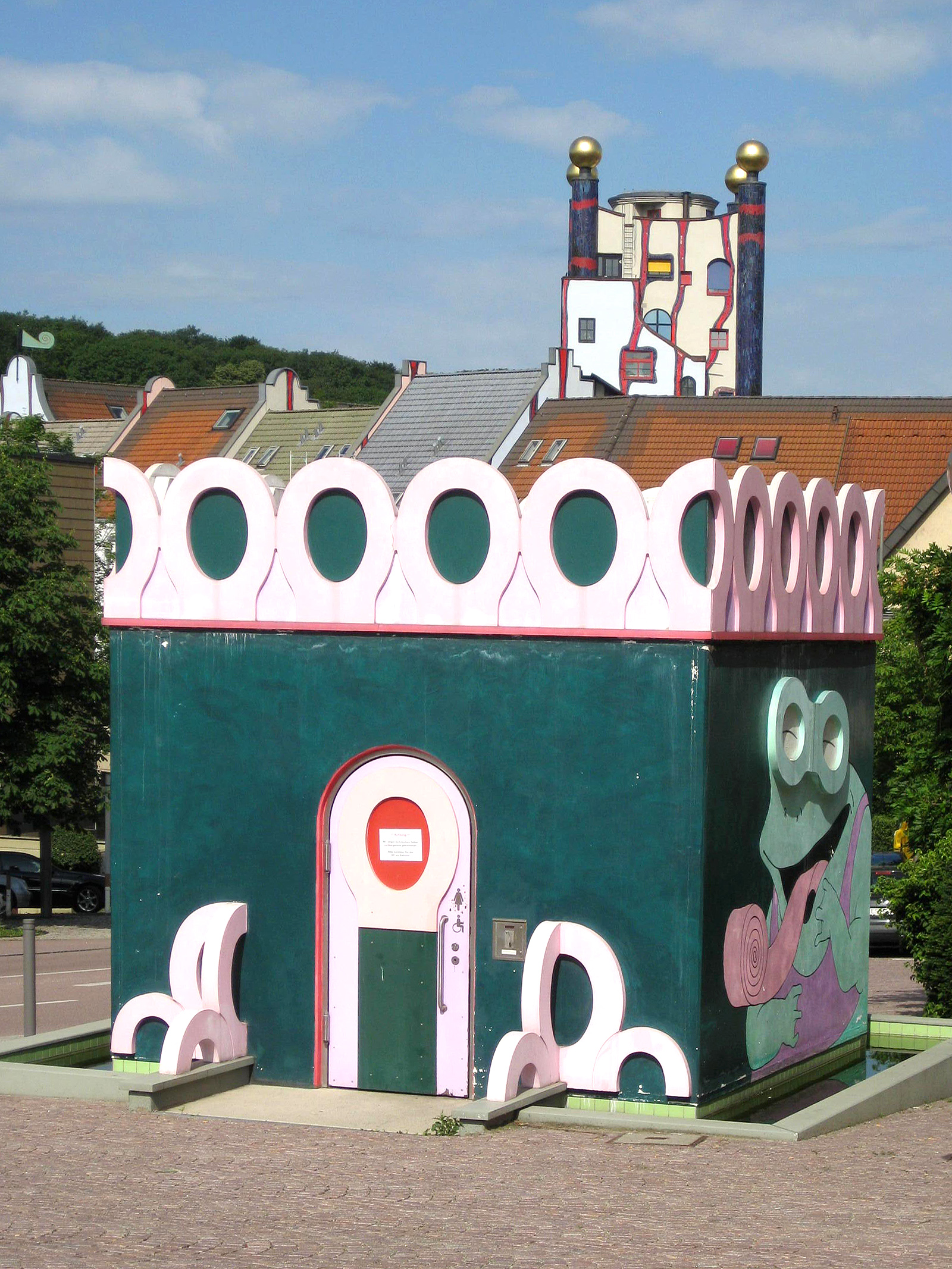
「Les Toilettes」

### 自然
- シュトゥンペンホーフ近くのビュールアイヘ（オークの木）

### レジャー
ネッカーアウエのパークバーンは、全長 1.5 km の公園列車である。復活祭の月曜日から10月まで、週末ごとに運行している。

## トリビア
カール・マイの小説を映画化した1864年を舞台とした「太陽神のピラミッド」と「アステカの秘宝」で、シュテルナウ博士の忠実な仲間で旅商人のアンドレアス・ハーゼンプフェッファーは「ネッカー河畔プロヒンゲン」出身だと言っている。彼は「アンドレアス・ハーゼンプフェッファー、ネッカー河畔の美しい街プロヒンゲン出身。人口2,413人中カトリック信者は99人。」と自己紹介する。
ネッカー川の水位は、プロヒンゲン水位計によって表示される。1962年にダイツィザウ堰が建設されるまで、ここが自由勾配で流れてくるフィルス川がネッカー川に合流して以後唯一の水位測定点であった。堰の水位変動を緩和するために、ポルヒンゲン道路橋の下流約 100 m に段状河床が設けられ、そこに水位計が設置された。1970年2月の大洪水の際に段状河床は根底から破壊された。新たにコンクリート製の段状河床を建設するのは費用がかさむため、現在は計算的に水量が算出されている。ヴェントリンゲン・アム・ネッカーとライヒェンバッハ・アン・デア・フィルスとの流水量を計算機に転送して合算しているのである。こうしてプロヒンゲン水位計の理論上の水位が計算され、公表されている。
ドイツ消防連盟は、1853年7月10日にウルムの消防団司令官コンラーロ・ディートリヒ・マギルスによってプロヒンゲンで設立された。

## 人物

### 出身者
- ゴットヒルフ・フィッシャー（ドイツ語版、英語版）（1928年 - 2020年）合唱指揮者
- ヴェルナー・ニーファー（1928年 - 1993年）実業家。1989年から1993年までメルセデス・ベンツの代表取締役会長を務めた。

### ゆかりの人物
- エーファ・レーバウ（ドイツ語版、英語版）（1972年 - ）オーストリアの女優。プロヒンゲンで育った。

## 関連図書
- August Friedrich Pauly, ed (1845). “Plochingen”. Beschreibung des Oberamts Eßlingen. Die Württembergischen Oberamtsbeschreibungen 1824–1886. Band 21. Stuttgart / Tübingen: Cotta’sche Verlagsbuchhandlung. pp. 228–234
- Otto Wurster (1949). Stadt Plochingen. ed. Heimatgeschichte Plochingen
- Otto Wurster (1931). “Plochingen”. Eßlinger Heimatbuch für Stadt und Umgebung. Eßlingen. pp. 259–267
- Landesarchiv Baden-Württemberg, Landkreis Esslingen, ed (2009). Der Landkreis Esslingen. Bd. 2., B, Die Gemeinden, historische Grundlagen und Gegenwart (Fortsetzung) : Großbettlingen bis Wolfschlugen. Ostfildern: Jan Thorbecke Verlag. p. 377. ISBN 978-3-7995-0842-1
- Manfred Reiner. Plochinger Wegspuren, Band 1–9
- Dagmar Bluthardt; Joachim Hahn (2018). Kirchen in Plochingen. Stadt Plochingen
- Susanne Martin; Dagmar Bluthardt; Joachim Hahn (2019). Kunst in Plochingen. Skulptur, Malerei, Grafik. Stadt Plochingen
- Dagmar Bluthardt; Joachim Hahn; Susanne Martin (2020). Kunst in Plochingen. Architektur 1 - 14.-19. Jahrhundert. Stadt Plochingen
- Dagmar Bluthardt; Joachim Hahn; Susanne Martin (2020). Kunst in Plochingen. Architektur 2 - 20.-21. Jahrhundert. Stadt Plochingen
- Dagmar Bluthardt; Joachim Hahn; Susanne Martin (2021). Friedhöfe in Plochingen. Gedenkkultur 1. Stadt Plochingen